# Női 5000 méteres síkfutás a 2024. évi nyári olimpiai játékokon
A 2024. évi nyári olimpiai játékokon az atlétika női 5000 méteres síkfutás előfutamait 2024. augusztus 2-án, döntőjét augusztus 5-én rendezték a párizsi Stade de France-ban. A versenyen kettős kenyai siker született, Beatrice Chebet lett aranyérmes, Faith Kipyegon pedig ezüstérmes. A dobogó harmadik fokára a címvédő Sifan Hassan állhatott fel.

## Verseny
A versenyt megelőző egy évben megdőlt az 1500, 5000 és 10 000 méteres síkfutás világcsúcsa is. Mindhárom világcsúcstartó, Faith Kipyegon, Gudaf Tsegay és Beatrice Chebet is indult ezen az 5000 méteres versenyen. Ott volt a mezőnyben a címvédő Sifan Hassan is, aki a megelőző években már inkább a hosszabb számokra koncentrált. A szezon legjobb idejét az olimpia előtt Tsigie Gebreselama futotta, de őt az etiópok inkább 10 000 méteren indították.
Az előfutamokból ezen az olimpián csak helyezéssel lehetett továbbjutni, összesített időeredménnyel nem. Mindkét előfutam első nyolc helyezettje jutott döntőbe. Ez az éremesélyeseknek gond nélkül sikerült. A szám magyar indulója, Gyürkés Viktória 18. helyen végzett előfutamában, összesítésben a 37. helyen végzett. A döntőben hamar Kipyegon állt az élre, hogy viszonylag lassabb tempót diktáljon, mivel 1500 méteres világcsúcstartóként az ő hajrája az egyik legjobb a mezőnyben. Féltávnál az etiópok álltak az élre, hogy gyorsítsanak a tempón, Kipyegon követte őket, majd két kör elteltével újra élre állt. 900 méterrel a vége előtt Tsegay, a szám világcsúcstartója próbált vezető pozícióba kerülni, de túl hamar akart Kipyegon elé vágni és összeakadtak. Tsegay kiesett addigi ritmusából és ezután fokozatosan esett vissza a versenyben. Hassan, aki az egész addigi versenyt a mezőny legvégén töltötte, az utolsó két körre zárkózott fel az élmezőnyre, az utolsó körben megpróbálta tartani a lépést az elszakadó két kenyaival, Kipyegonnal és Chebettel, de nem bírta a tempójukat. Az utolsó kanyarban már egyértelmű volt, hogy a két kenyai között dől el a bajnoki cím és Chebet végül a cél egyenesben leelőzte honfitársát. A befutót követően azonban Kipyegont kizárták a Tsegay-jal történt incidense miatt. Sikeres fellebbezés után azonban mégis megkapta ezüstérmét, az eredeti sorrend lett a hivatalos végeredmény.

## Rekordok
A versenyt megelőzően a következő rekordok voltak érvényben:
| Világrekord                  | Gudaf Tsegay (ETH)       | 14:00,21 | Eugene, Amerikai Egyesült Államok | 2023. szeptember 17. |
| Olimpiai rekord              | Vivian Cheruiyot (KEN)   | 14:26,17 | Rio de Janeiro, Brazília          | 2016. augusztus 19.  |
| Világ legjobb idei eredménye | Tsigie Gebreselama (ETH) | 14:16,76 | Eugene, Amerikai Egyesült Államok | 2024. május 25.      |

## Eredmények
Az időeredmények perc:másodpercben értendők. A rövidítések jelentése a következő:
| - OR: olimpiai rekord - NR: országos rekord - PB: egyéni legjobb eredménye | - SB: 2024-ben az addigi legjobb eredménye - DNS: nem indult a futamon - DNF: nem ért célba |

### Előfutamok
Mindkét előfutam első nyolc helyezettje automatikusan a döntőbe jutott.
1. előfutam
| H   | Név                | Nemzet           | E               | Mj    |
| --- | ------------------ | ---------------- | --------------- | ----- |
| 1.  | Faith Kipyegon     | Kenya            | 14:57,56        | Q     |
| 2.  | Sifan Hassan       | Hollandia        | 14:57,65 (,641) | Q     |
| 3.  | Nadia Battocletti  | Olaszország      | 14:57,65 (,647) | Q     |
| 4.  | Margaret Kipkemboi | Kenya            | 14:57,70        | Q     |
| 5.  | Gudaf Tsegay       | Etiópia          | 14:57,84        | Q, SB |
| 6.  | Ejgayehu Taye      | Etiópia          | 14:57,97        | Q     |
| 7.  | Elise Cranny       | Egyesült Államok | 14:58,55        | Q     |
| 8.  | Karissa Schweizer  | Egyesült Államok | 14:59,64        | Q     |
| 9.  | Tanaka Nozomi      | Japán            | 15:00,62        |       |
| 10. | Marta García       | Spanyolország    | 15:08,87        |       |
| 11. | Mariana Machado    | Portugália       | 15:23,26        |       |
| 12. | Belinda Chemutai   | Uganda           | 15:23,90        |       |
| 13. | Lauren Ryan        | Ausztrália       | 15:29,35        |       |
| 14. | Hanna Klein        | Németország      | 15:31,85        |       |
| 15. | Lisa Rooms         | Belgium          | 15:37,55        |       |
| 16. | Agate Caune        | Lettország       | 15:38,19        |       |
| 17. | Jamamoto Juma      | Japán            | 15:43,67        |       |
| 18. | Alma Delia Cortés  | Mexikó           | 15:45,33        |       |
| 19. | Briana Scott       | Kanada           | 15:47,30        |       |
| 20. | Ankita Dhyani      | India            | 16:19,38        |       |
|     | Joy Cheptoyek      | Uganda           | DNS             |       |

2. előfutam
| H   | Név                       | Nemzet           | E        | Mj    |
| --- | ------------------------- | ---------------- | -------- | ----- |
| 1.  | Beatrice Chebet           | Kenya            | 15:00,73 | Q     |
| 2.  | Medina Eisa               | Etiópia          | 15:00,82 | Q     |
| 3.  | Rose Davies               | Ausztrália       | 15:00,86 | Q     |
| 4.  | Karoline Bjerkeli Grøvdal | Norvégia         | 15:01,14 | Q     |
| 5.  | Francine Niyomukunzi      | Burundi          | 15:01,42 | Q     |
| 6.  | Whittni Morgan            | Egyesült Államok | 15:02,14 | Q, SB |
| 7.  | Nathalie Blomqvist        | Finnország       | 15:02,75 | Q     |
| 8.  | Joselyn Brea              | Venezuela        | 15:02,89 | Q     |
| 9.  | Isobel Batt-Doyle         | Ausztrália       | 15:03,64 |       |
| 10. | Maureen Koster            | Hollandia        | 15:03,66 |       |
| 11. | Laura Galván              | Mexikó           | 15:05,20 | SB    |
| 12. | Klara Lukan               | Szlovénia        | 15:09,61 |       |
| 13. | Esther Chebet             | Uganda           | 15:10,46 |       |
| 14. | Parul Chaudhary           | India            | 15:10,68 | SB    |
| 15. | Samiyah Hassan Nour       | Dzsibuti         | 15:13,63 |       |
| 16. | Federica Del Buono        | Olaszország      | 15:15,54 |       |
| 17. | Sarah Madeleine           | Franciaország    | 15:18,62 |       |
| 18. | Gyürkés Viktória          | Magyarország     | 15:48,24 |       |
| 19. | Kabaszava Vakana          | Japán            | 15:50,86 |       |
| 20. | Jodie McCann              | Írország         | 15:55,08 |       |

### Döntő
| H     | Név                       | Nemzet           | E        | Mj |
| ----- | ------------------------- | ---------------- | -------- | -- |
| Arany | Beatrice Chebet           | Kenya            | 14:28,56 |    |
| Ezüst | Faith Kipyegon            | Kenya            | 14:29,60 | SB |
| Bronz | Sifan Hassan              | Hollandia        | 14:30,61 | SB |
| 4.    | Nadia Battocletti         | Olaszország      | 14:31,64 | NR |
| 5.    | Margaret Kipkemboi        | Kenya            | 14:32,23 | SB |
| 6.    | Ejgayehu Taye             | Etiópia          | 14:32,98 |    |
| 7.    | Medina Eisa               | Etiópia          | 14:35,43 |    |
| 8.    | Karoline Bjerkeli Grøvdal | Norvégia         | 14:43,21 |    |
| 9.    | Gudaf Tsegay              | Etiópia          | 14:45,21 | SB |
| 10.   | Karissa Schweizer         | Egyesült Államok | 14:45,57 |    |
| 11.   | Elise Cranny              | Egyesült Államok | 14:48,06 |    |
| 12.   | Rose Davies               | Ausztrália       | 14:49,67 |    |
| 13.   | Nathalie Blomqvist        | Finnország       | 14:53,10 |    |
| 14.   | Whittni Morgan            | Egyesült Államok | 14:53,57 | PB |
| 15.   | Joselyn Brea              | Venezuela        | 15:17,04 |    |
| 16.   | Francine Niyomukunzi      | Burundi          | 15:22,40 |    |